# کوسه‌ها
کوسه‌ها فیلمی به کارگردانی حمیدرضا آشتیانی پور و نویسندگی صادق کرمیار، محمدعلی آهنگر، حمیدرضا آشتیانی پور ساختهٔ سال ۱۳۷۳ است.

## خلاصه داستان
«عبود» فرزند «ناخدا» توسط مهاجمان عراقی به اسارت گرفته شده است و «ناخدا» که با «یونس» اختلاف دیرینه‌ای دارد، می‌کوشد مخفیانه و به دور از چشم نیروهای بسیجی، پسرش را از چنگ عراقی‌ها نجات دهد. او برای رسیدن به مقصودش دست به هر کاری می‌زند و حتی با «حسام» جاسوس تماس می‌گیرد تا با کمک «دریاقلی» خود را به آن سوی اروندرود برساند…

## بازیگران
- جمشید مشایخی
- مجید آشتیانی پور
- مینا مهرنوش
- سعید کشن فلاح
- بهمن عیوق
- شیخ فاخر دریس
- لیلا دانشفر
- محمدرضا پورسراج
- مسعود معرفی
- شهرام نجاریان
- علی حقیقت
- محبوبه ضیایی
- احمد فتحی
- مصطفی رنجبر
- مازیار مهرنوش
- حمید طالبی